# Castelnau-de-Médoc
Castelnau-de-Médoc (gaskonsko Castèthnau de Medoc) je naselje in občina v jugozahodnem francoskem departmaju Gironde regije Akvitanije. Leta 2008 je naselje imelo 3.768 prebivalcev.

## Geografija
Naselje se nahaja v pokrajini Gaskonji na jugu polotoka Médoc, 29 km severozahodno od središča Bordeauxa.

## Uprava
Castelnau-de-Médoc je sedež istoimenskega kantona, v katerega so poleg njegove vključene še občine Arcins, Arsac, Avensan, Brach, Cantenac, Cussac-Fort-Médoc, Labarde, Lacanau, Lamarque, Listrac-Médoc, Margaux, Moulis-en-Médoc, Le Porge, Sainte-Hélène, Salaunes, Saumos, Soussans in Le Temple z 32.529 prebivalci.
Kanton Castelnau-de-Médoc je sestavni del okrožja Lesparre-Médoc.

## Pobratena mesta
- Bad Sachsa (Spodnja Saška, Nemčija);